# Enna (Szicília)
Enna város Olaszországban, Szicília régióban, Enna megyében. Lakosainak száma 25 512 fő (2023. január 1.). Enna Aidone, Calascibetta, Gangi, Piazza Armerina, Santa Caterina Villarmosa, Valguarnera Caropepe, Villarosa, Agira, Caltanissetta, Leonforte, Assoro, Pietraperzia és Caltanissetta megye községekkel határos. Lakossága 28 ezer fő volt 2015-ben. 

## Fekvése
A város Szicília belsejében egy fennsíkon, mintegy 930 méter magasságban fekszik.

## Története
Enna és környéke már a prehisztorikus időktől lakott vidék. I. e. 135-ben akkori fővárosából indult ki az "Ennus" vezette rabszolgalázadás, mely később az egész szigetre kiterjedt, végül a rómaiak vérbe fojtották.
I. e. 664-ben görög hódítók vették birtokukba, akik "Szicília köldöke"-ként említették. 
Enna többek közt kősó és kénkereskedelmi központ.  1926 előtt Castrogiovanni néven volt ismert.

## Galéria

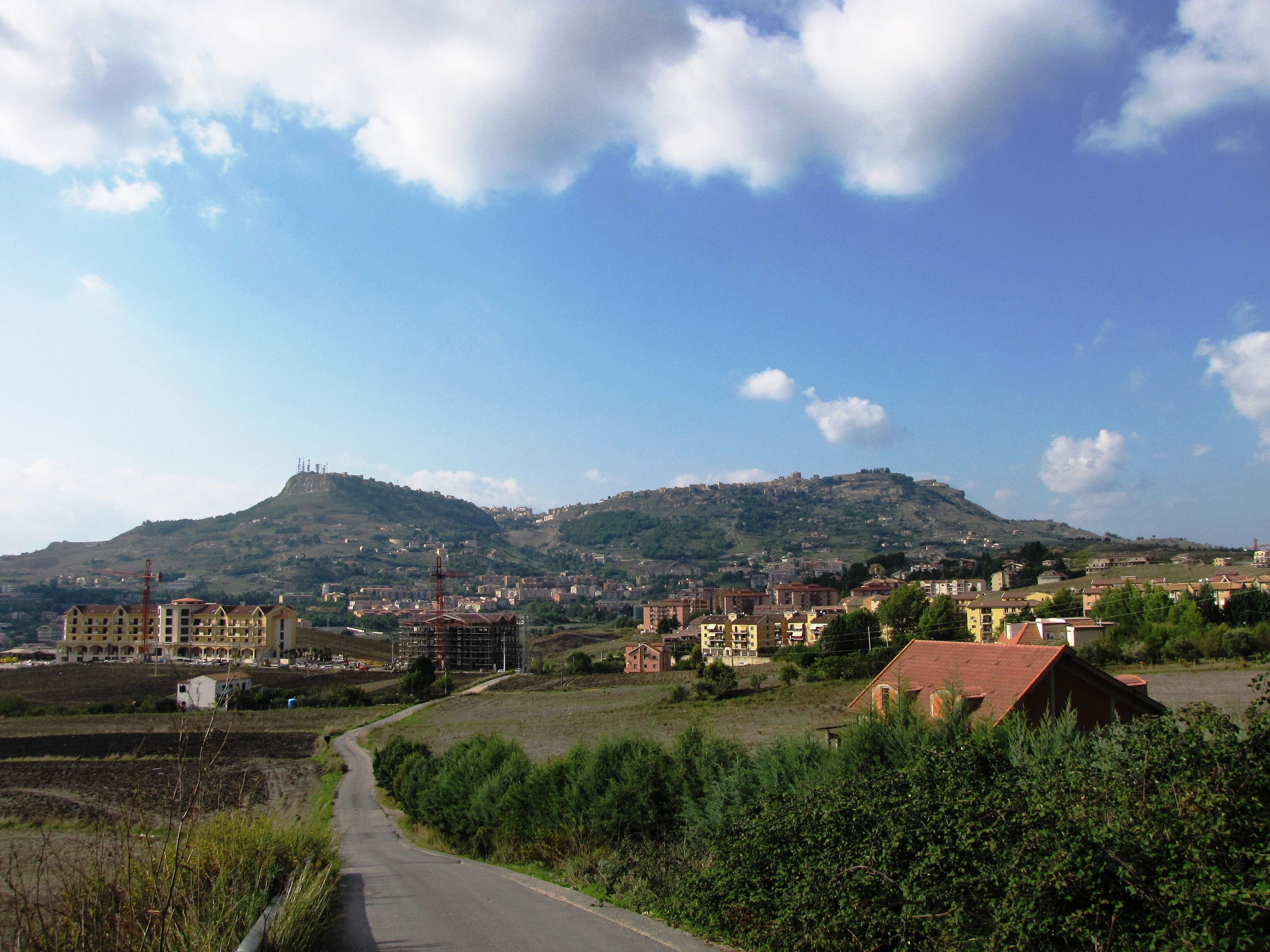
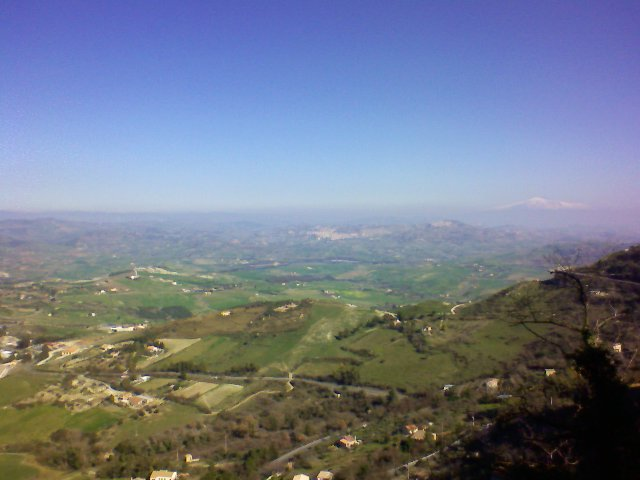
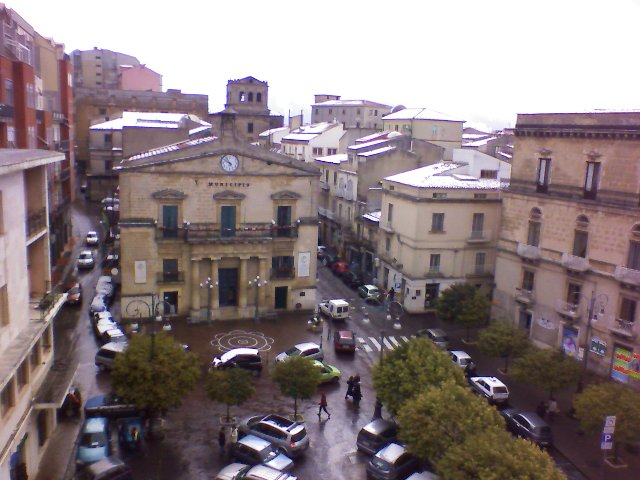
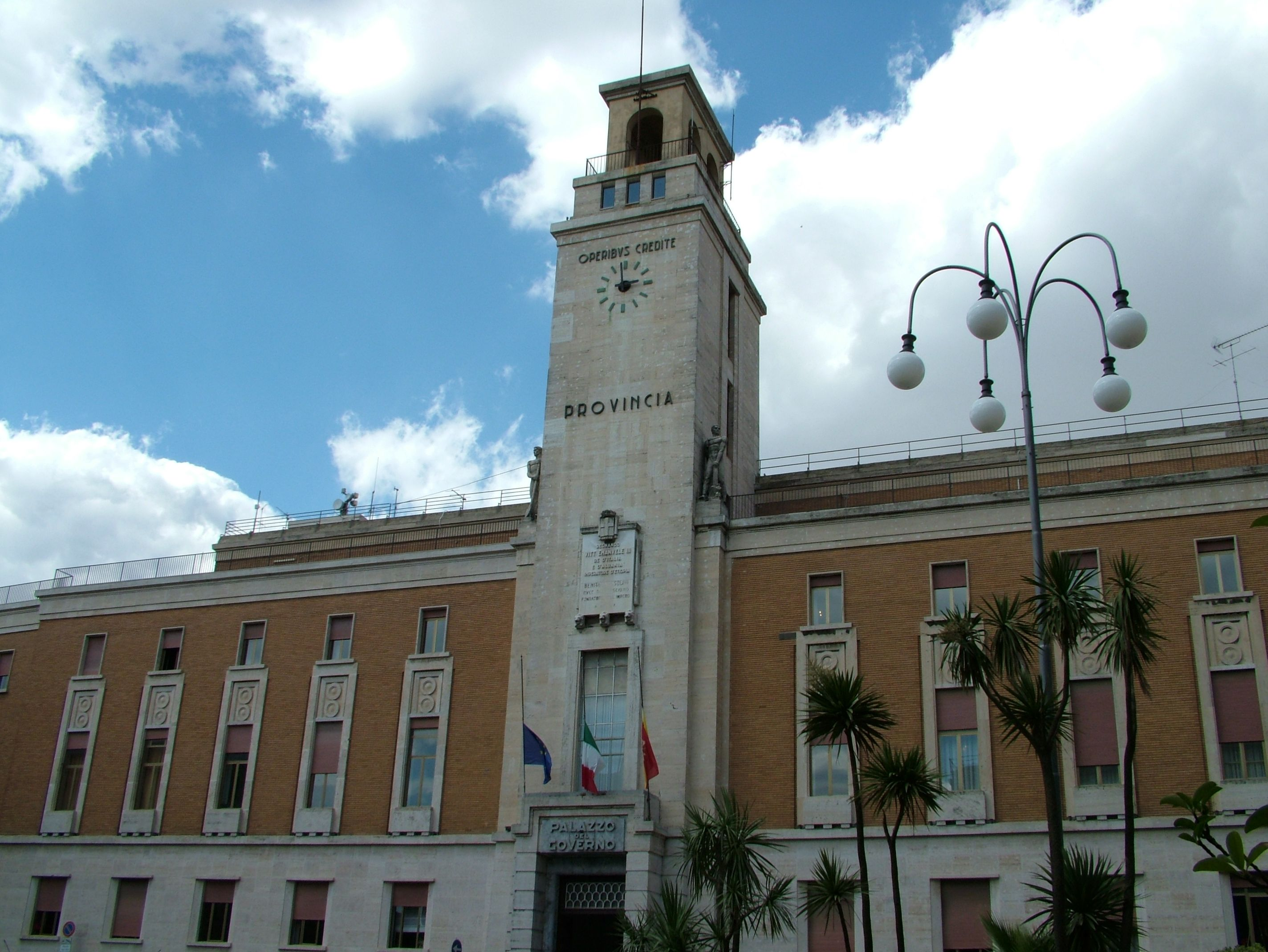
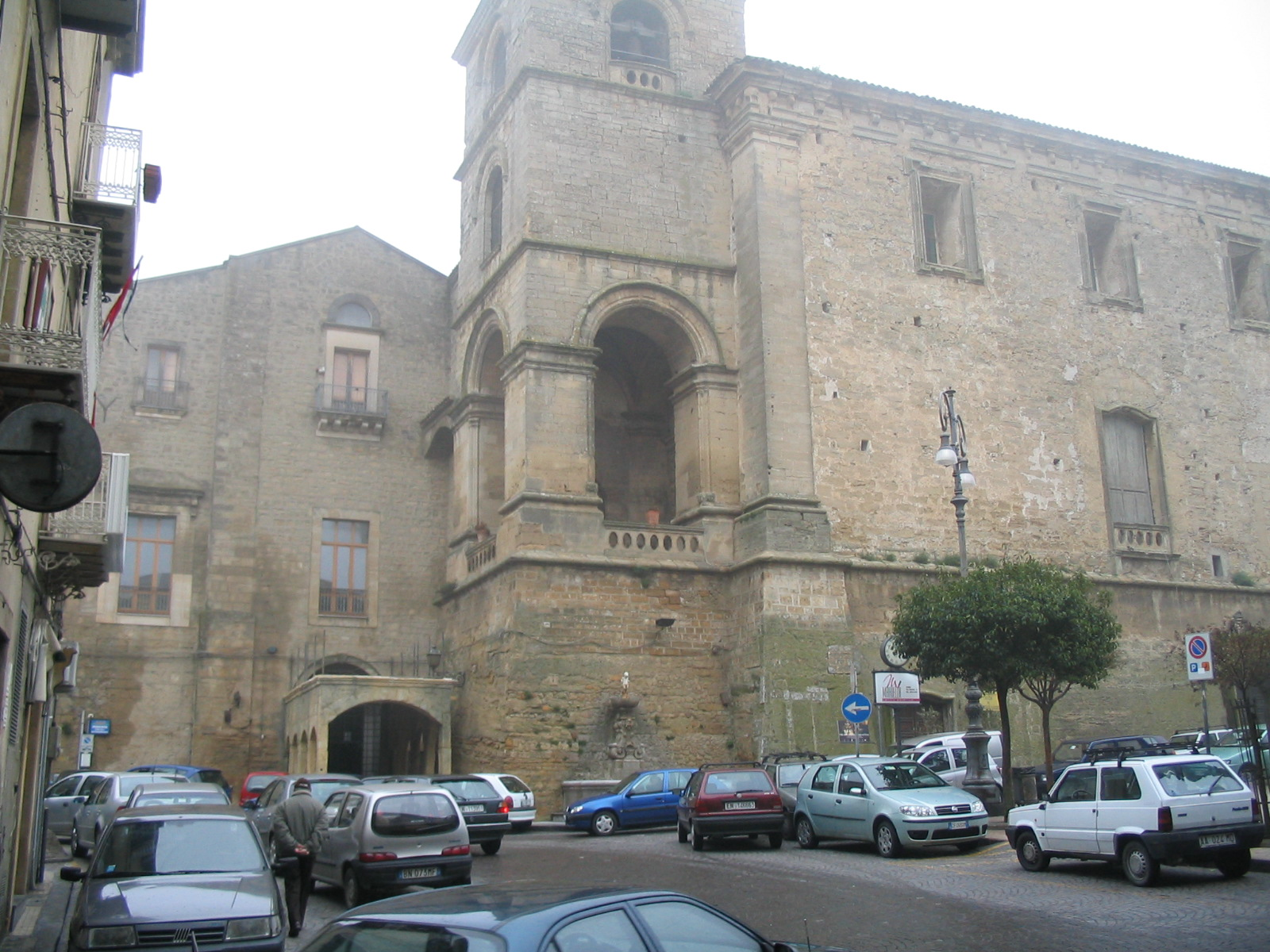
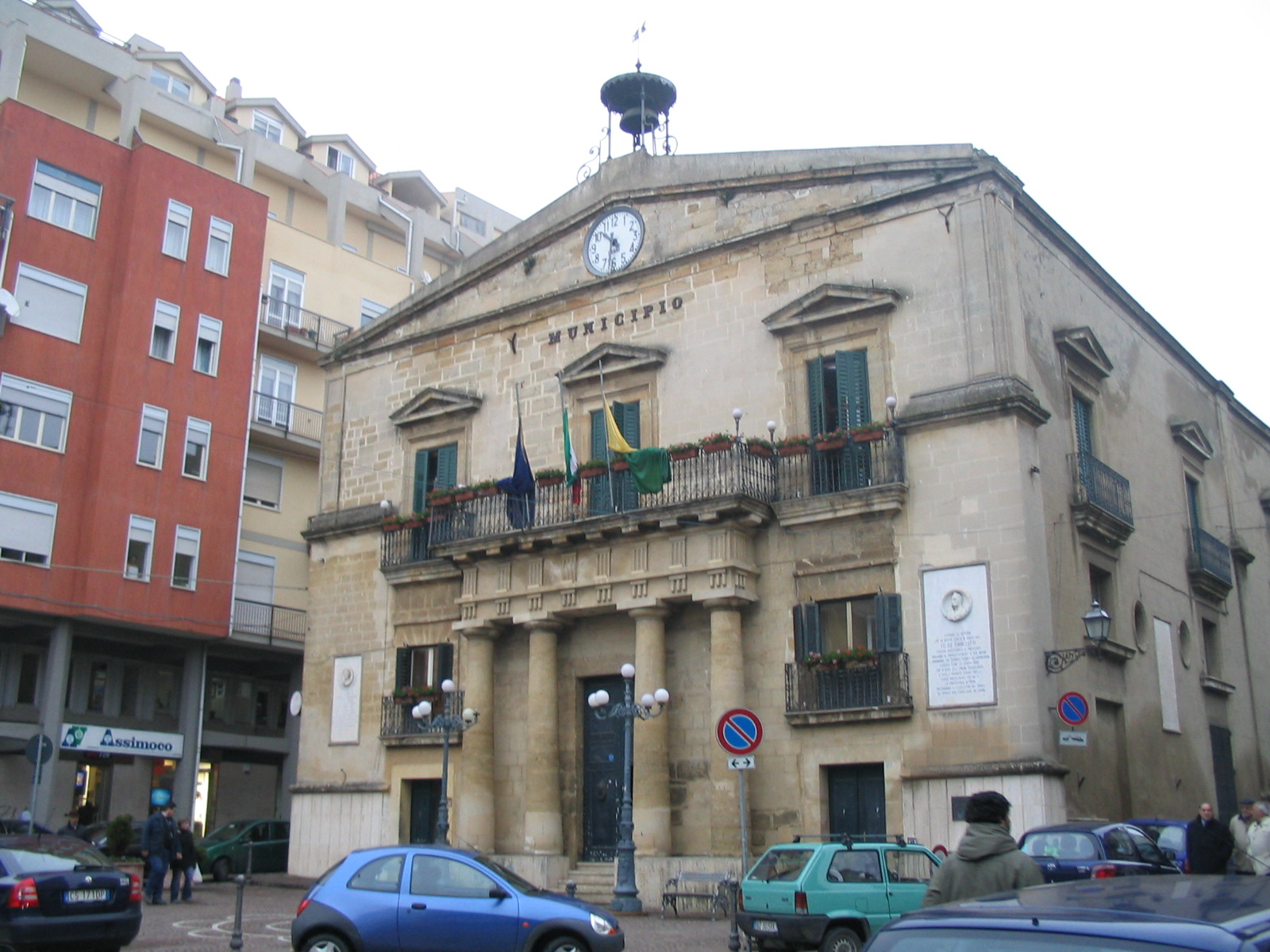
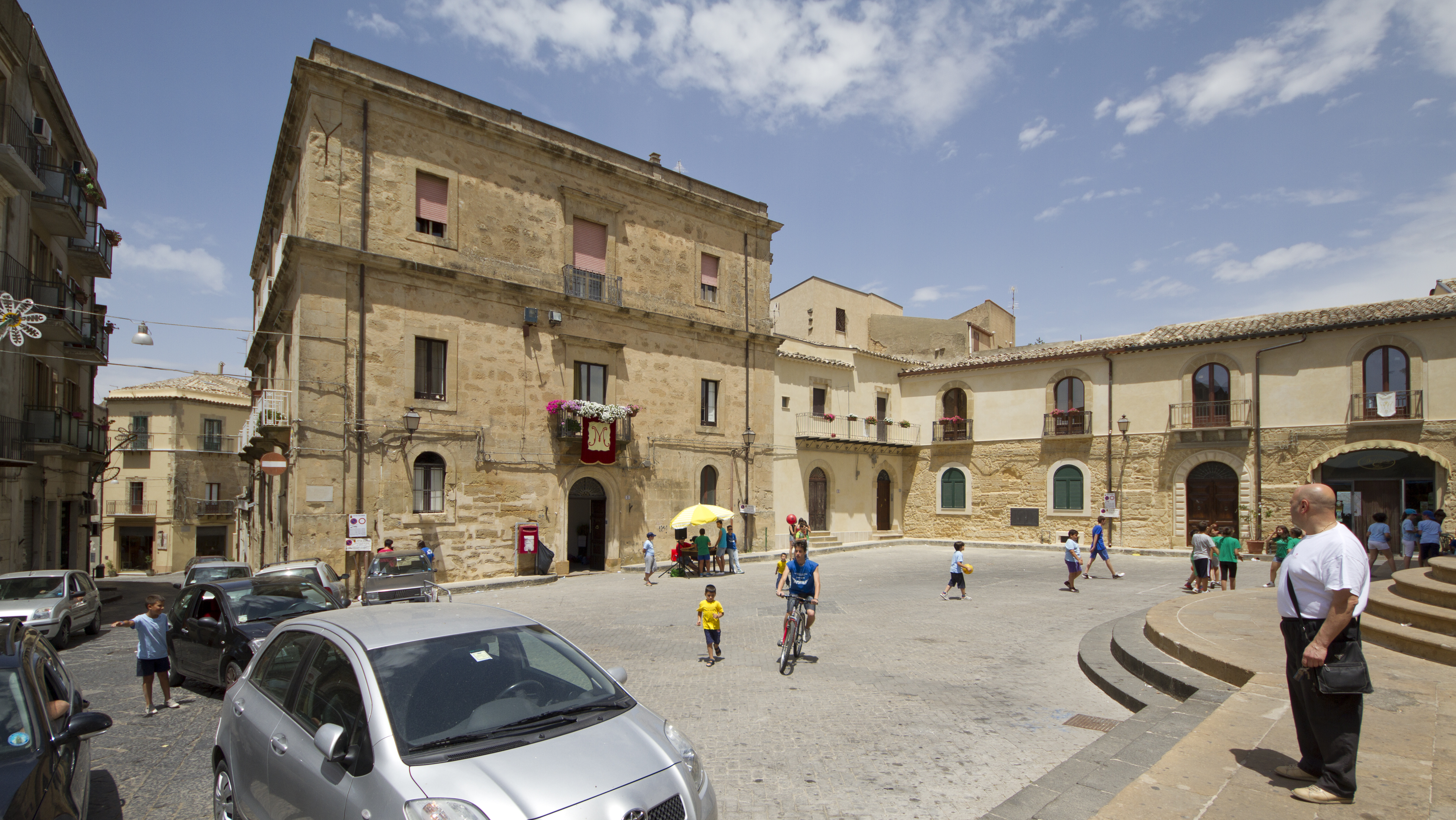
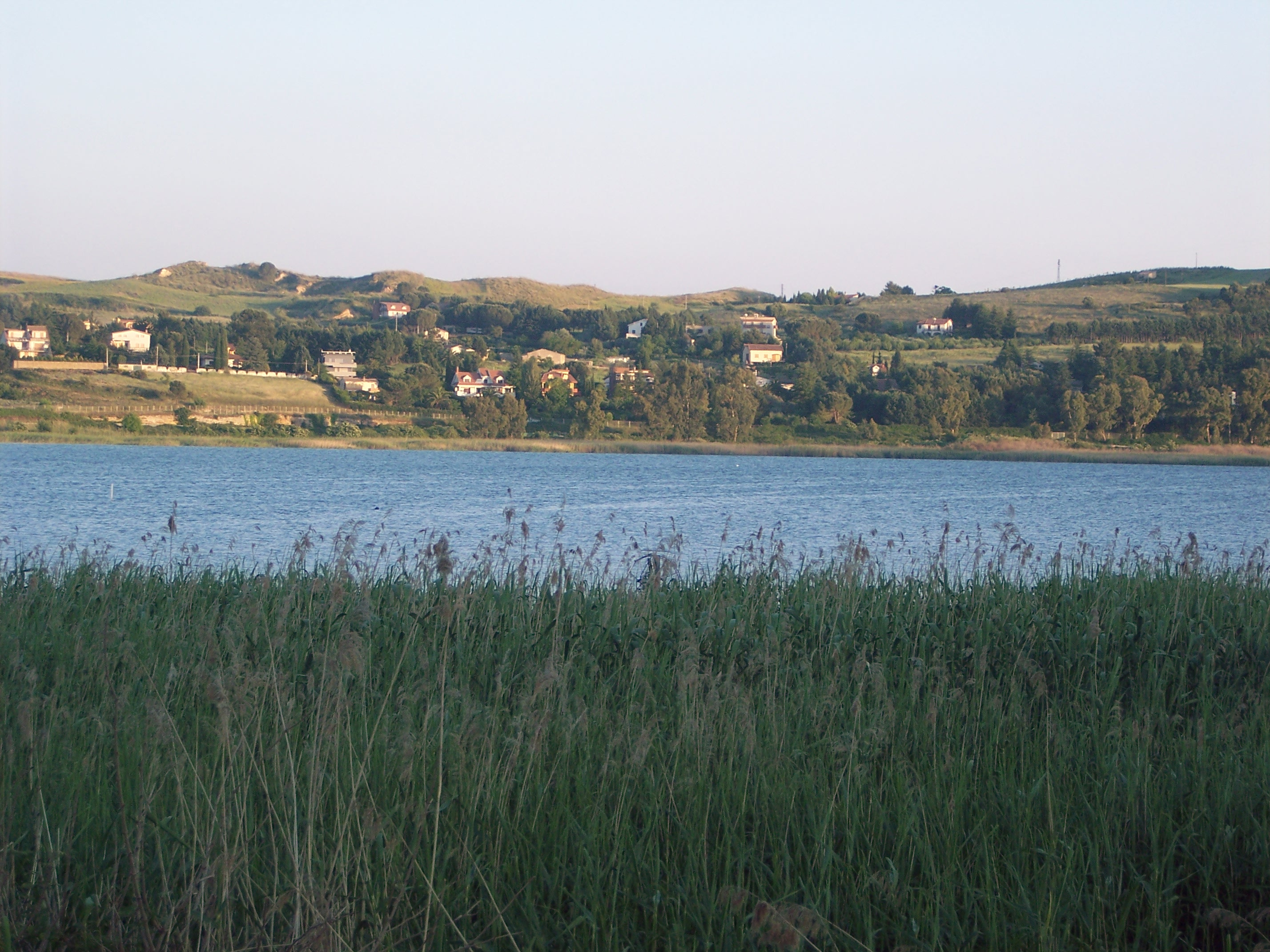

## Nevezetességek
A sziget egyik leglátványosabb erődítményével, a "Castello di Lombardia"-val büszkélkedhet, amely egy meredek sziklán épült. 

## Népesség
A település lakossága az elmúlt években az alábbi módon változott:
| Lakosok száma | 27 586 | 27 243 | 25 512 |
|               | 2017   | 2018   | 2023   |

## Látnivalók
- Castello di Lombardìa (erőd)
- Duomo (katedrális)
- Palazzo Varisano (múzeum)
- Torre di Federico (ősi torony)
- San Tommaso-templom